# Кућа у којој је умро књижевник Стеван Сремац
Кућа у којој је умро књижевник Стеван Сремац налазе се у склопу ширег централног дела Сокобање. Уписана је у листу заштићених споменика културе Републике Србије (ИД бр. СК 761).

## Карактеристике
Кућа у којој је одседао за време свог боравка у Сокобањи књижевник Стеван Сремац и умро у њој 1906. године налази се у улици Драговићевој бр, 20. Као породична кућа за становање, малих је веома скромних размера, настала у другој половини 19 века. Сремац је бању годинама ревносно посећивао и у лето 1906. године изненада се разболео, па је после краћег времена 12. августа те године умро у овој кући о чему постоји и спомен плоча на њој са натписом. Кућа се састоји из предњег и задњег дела тако да су у предњем делу једноставног унутрашњег распореда становали последњи власници док су дворишни део са собом и кухињом власници издавали гостима, тако да је баш ту боравио и умро Стеван Сремац. Оба дела куће састоје се из нижег приземља саграђеног у бондручкој конструкцији са испуном од чатме, а сама кућа у целини нема значајних градитељских вредности.